# 不明空中現象研究協會
不明空中現象研究協會（羅馬尼亞語：Asociația pentru Studiul Fenomenelor Aerospațiale Neidentificate，縮寫：ASFAN）是羅馬尼亞的不明飛行物研究組織，由揚·霍巴納和丹·法卡斯等人在1998年成立，總部設於布加勒斯特。該協會自建立以來，對羅馬尼亞的不明飛行物現象進行了研究、調查和記錄。現任主席為丹·法卡斯。

## 歷任主席
- 1998—2011年：揚·霍巴納
- 2011年—：丹·法卡斯

## 外部連結
- 官方网站（罗马尼亚文）